# Spomenik pionirjem, Tivoli
Spomenik pionirjem je javni spomenik, ki se nahaja v ljubljanskem Parku Tivoli na klančini pred Cekinovim gradom (Celovška cesta 23).

## Zgodovina
Spomenik, ki je sestavljen iz bronastih kipov dečka in deklice z golobom v roki, sta leta 1962 izdelala Zdenko Kalin in Boris Kobe; istega leta je bil tudi postavljen ob 20. obletnici Zveze Pionirjev Jugoslavije.
Leta 1983 je bil kip razglašen za zgodovinski spomenik.